# Треметусия
Треметусия (греч. Τρεμετουσιά, тур. Tremeşe/Erdemli) — селение на острове Кипр, находящееся на севере административного района Ларнаки. Является одним из четырёх селений этого района, в настоящее время находящихся на территории частично признанной Турецкой Республики Северного Кипра.
До турецкой оккупации региона в 1974 году в селении проживали 244 турка и 361 грек.
Треметусия — это современное название древнего селения Тримитус (Τριμυθούς), или Тримифунт (Τριμυθούντος), известного как место служения епископа Спиридона Тримифунтского.
До турецкой оккупации к храму Святого Спиридона, находящемуся в центре селения, в день памяти святого ежегодно стекались тысячи паломников. В храме имелось множество древних икон и рукописей. После турецкого вторжения более 150 икон и бесценные рукописи исчезли. В настоящее время храм Святого Спиридона превращён в казарму одной из турецких воинских частей.